# Perth
Perth je hlavní město nejrozlehlejšího australského svazového státu Západní Austrálie. Se vzdáleností 2 800 km od nejbližšího lidnatého města Adelaide představuje nejodlehlejší velkoměsto světa. Podle odhadu k roku 2005 má město 1,7 milionu obyvatel, celá aglomerace pak asi 2,2 milionu, čímž se Perth velikostí řadí na čtvrté místo v Austrálii. Město bylo založeno roku 1829 u řeky Swan River a nazváno podle starobylého města Perth ve Skotsku. Jde o kosmopolitní a turisticky oblíbené město s nádhernými písečnými plážemi. Jeho moderní centrum je plné mrakodrapů, nejvyšší z nich jsou přes 300 metrů vysoké. Je to také jedno z nejbohatších australských měst, a to díky nerostnému bohatství, které Západní Austrálie a okolí Perthu nabízí. Město je obklopeno vesměs vyprahlými pouštěmi a nachází se také blízko 200 kilometrů dlouhého hornatého pásu lesů podél pobřeží. Žije zde mnoho přistěhovalců, převážně z jihovýchodní Asie (Filipíny, Thajsko, Vietnam, Malajsie, Indonésie, Singapur, Hongkong, Čína), ale také z Evropy, Nového Zélandu nebo Jihoafrické republiky. Zřejmě i díky své odlehlosti je Perth, co se týče kriminality, nejbezpečnější australské velkoměsto.
V roce 2010 byl britským týdeníkem The Economist vyhodnocen jako osmé nejvhodnější město k životu na světě.

## Podnebí
Podle mnohých jde o nejslunečnější město světa, nicméně v zimě (červenec a srpen) je zde deštivo a větrno. Průměrná teplota se ovšem pohybuje kolem snesitelných 12 °C. Na jaře (říjen a listopad) je slunečno a teploty kolem 20 °C. Vítr je převážně chladný. V létě (prosinec až únor) je horko a teploty nad 30 °C. Celý podzim (březen až květen) se také teplota pohybuje převážně nad 20 °C. V jakémkoli roční období je zde vlhký vzduch (i na poušti). Na víkend jezdí obyvatelé města na 30 kilometrů od pobřeží vzdálený ostrov Rottnest, kam se dostanou buď letadlem, nebo trajektem. Jsou odtud vidět výškové budovy Perthu, které tvoří nádherné panorama, a i přes svou relativně velkou vzdálenost jsou výborně viditelné.

## Doprava
Městská doprava zahrnuje autobusy, vlaky a trajekty provozované pod značkou Transperth. Centra jsou obsluhována také autobusy CAT (Central Area Transit) a v tzv. FTZ (Free Transit Zone) vlaky a autobusy zdarma. Dopravní síť je orientována do hvězdice s páteřní železnicí. Turisty je hojně využívána i taxislužba – například na letiště. Z Perthu vyjíždí vlak Indian-Pacific, transkontinentální expres vedoucí přes poušť z Perthu přes Adelaide až do Sydney. Ve výstavbě je i 3700 kilometrů dlouhá železnice do Darwinu.
| Perth Populace v letech (ABS) |           |
| 1854                          | 4,001     |
| 1859                          | 6,293     |
| 1870                          | 14,220    |
| 1881                          | 19,955    |
| 1891                          | 36,694    |
| 1901                          | 67,431    |
| 1911                          | 116,181   |
| 1921                          | 170,213   |
| 1933                          | 230,340   |
| 1947                          | 302,968   |
| 1954                          | 395,049   |
| 1961                          | 475,398   |
| 1966                          | 559,298   |
| 1971                          | 703,199   |
| 1976                          | 805,747   |
| 1981                          | 920,918   |
| 1986                          | 1,017,472 |
| 1991                          | 1,143,249 |
| 1996                          | 1,244,320 |
| 2001                          | 1,339,993 |
| 2006                          | 1,445,079 |
| 2008                          | 1,546,617 |
| 2011                          | 1,712,428 |

## Sport
V letech 1989–2019 město hostilo mezinárodní soutěž smíšených družstev v tenise Hopmanův pohár. Od roku 2020 byla nahrazena turnajem mužských družstev nazvanou ATP Cup.

## Obchod

### Komunikace
Mobilní operátoři jsou Telstra, Optus a Vodafone. Je zde kolem 5 placených WiFi hotspotů.

### Mincovna
Ve městě má sídlo The Perth Mint, australská mincovna, známá především rafinací zlata pro 99,99% slitky.

## Partnerská města
- Bayburt, Turecko, 2006
- Houston, USA, 1984
- Kagošima, Japonsko, 1974
- Kastelorizo, Řecko, 1984
- Rhodos, Řecko, 1984
- San Diego, USA, 1987
- Vasto, Itálie, 1989